# Saturday Night
 Saturday Night és una comèdia dramàtica de Cecil B. DeMille estrenada el 1922 que va posar en escena Leatrice Joy, Conrad Nagel, Edith Roberts i Jack Mower.

## Argument
Els rics Iris Van Suydam (Leatrice Joy) i Richard Prentiss (Conrad Nagel) estan a punt d'anunciar que es casen. Però la sort, en la persona d'una dona de fer feines que neteja l'escala de servei, ha decidit una altra cosa: la bugadera (Edith Roberts) cau per l'escala principal i Richard l'acompanya a casa seva. Picada, Iris marxa a passejar amb cotxe amb el seu xofer (Jack Mower) que li salva la vida en un espectacular accident i s'enamoren. Iris es casa doncs amb el seu xofer i Richard amb la seva bugadera.
Les dues parelles estan mal casades i les dues dones pateixen en el seu nou medi: xiclet i bany setmanal, contra cigarreta i bany quotidià. Però la situació tindrà un desenllaç un dissabte a la tarda particularment ric en esdeveniments dramàtics.

## Repartiment
- Leatrice Joy - Iris Van Suydam
- Conrad Nagel - Richard Prentiss
- Edith Roberts - Shamrock O'Day, bugadera
- Jack Mower - Tom McGuire, xofer
- Julia Faye - Elsie Prentiss, germana de Richard
- Edythe Chapman - Mrs. Prentiss, mare de Richard
- Theodore Roberts - l'Oncle d'Iris
- Sylvia Ashton - Mrs. O'Day, mare de Shamrock
- John Davidson - Comte Demitry Scardoff
- James Neill - Tompkins, el majordom
- Winter Hall - el professor d'astronomia
- Lillian Leighton - Mrs. Ferguson